# Municipio de Gómez Farías (Chihuahua)
El municipio de Gómez Farías es uno de los 67 municipios en que se divide el estado mexicano de Chihuahua, localizado al occidente del territorio estatal, en la Sierra Madre Occidental. Su cabecera es la población de Gómez Farías.

## Geografía
El territorio del municipio de Gómez Farías se encuentra en el occidente del estado de Chihuahua, en una zona de transición entre los valles de la meseta chihuahuense y las altitudes de la Sierra Madre Occidental; la región es denominada como Babícora debido a haber estado cubierta por la laguna de su nombre, que sigue existiendo con una extensión más reducida.
La extensión territorial del municipio es de 854.412 kilómetros cuadrados que representan el 0.4% de la extensión total del estado. Sus coordenadas geográficas extremas son 29°9′ - 29°33′ de latitud norte y 107°33′ - 107°56′ de longitud oeste; su altitud se encuentra entre 2100 y 3000 metros sobre el nivel del mar.
Limita al norte con el municipio de Ignacio Zaragoza, al este con el municipio de Namiquipa, al sur con el municipio de Temósachic y al oeste con el municipio de Madera.

## Demografía
De acuerdo con los resultados del Censo de Población y Vivienda realizado en 2020 por el Instituto Nacional de Estadística y Geografía, la población total de Gómez Farías asciende a 7 023 habitantes, de los cuales 49.3% son hombres y 50.7% son mujeres.
La densidad de población es de 8.2 habitantes por kilómetro cuadrado.

### Localidades
En el censo de 2020 el municipio de Gómez Farías contaba con 12 localidades.
| Código INEGI    | Localidad                 | Población (2020) |
| --------------- | ------------------------- | ---------------- |
| 080250001       | Valentín Gómez Farías     | 4 484            |
| 080250012       | Peña Blanca               | 925              |
| 080250016       | La Pinta                  | 536              |
| 080250021       | San José Babícora         | 492              |
| 080250011       | Pablo Amaya               | 291              |
| 080250018       | El Porvenir del Campesino | 147              |
| 080250009       | Colonia Libertad          | 117              |
| 080250024       | Ejido Nuevo Ser           | 20               |
| 080250073       | El Gringo                 | 5                |
| 080250003       | La Boquilla               | 2                |
| 080250004       | Buena Vista               | 2                |
| 080250017       | La Pompa                  | 2                |
| Total municipal | Total municipal           | 7 023            |

## Política

### Representación legislativa
Para la elección de diputados locales al Congreso de Chihuahua y de diputados federales a la Cámara de Diputados federal, el municipio de Gómez Farías se encuentra integrado en los siguientes distritos electorales:
Local:
- Distrito electoral local 13 de Chihuahua con cabecera en La Junta.

Federal:
- Distrito electoral federal 7 de Chihuahua con cabecera en Cuauhtémoc.[7]

### Presidentes municipales
- (1998 - 2001): Juan Martín González Godinez
- (2001 - 2004): Joel Salais Vargas
- (2004 - 2007): Juan Martín González Godinez
- (2007 - 2010): Benjamín Sosa Ortiz
- (2010 - 2013): Juan Martín González Godinez
- (2013 - 2016): Manuel Herrera Aguirre
- (2016 - 2018): Jesús Noé Mendoza Ochoa
- (2018 - 2021): Alen Muñoz Loya  suple a Blas Juan Godínez Ortega
- (2021 - Presente): María de los Ángeles Moreno Rascón